# Schlacht von Levounion
Die Schlacht von Levounion war der erste entscheidende byzantinische Sieg auf dem Weg zur Komnenischen Restauration. Am 29. April 1091 wurde eine einfallende petschenegische Armee von Truppen des Byzantinischen Reichs unter dem Befehl von Alexios I. Komnenos und seinen kumanischen Verbündeten geschlagen.

## Hintergrund
Am 26. August 1071 unterlag eine von Kaiser Romanos IV. angeführte byzantinische Armee den Seldschuken bei Manzikert im östlichen Kleinasien; Romanos wurde gefangen genommen und erst nach Zahlung von Lösegeld und Abschluss eines Friedensvertrages wieder freigelassen. Seine politischen Gegner nutzten jedoch die Abwesenheit des Kaisers und setzten Michaels VII. Doukas auf den Thron, der aus dem Kampf mit Romanos als Sieger hervorging. Da Michael sich nicht an den von Romanos ausgehandelten Friedensvertrag hielt, begannen die Türken ab 1073 nach Anatolien vorzustoßen, ohne dass die Byzantiner ihnen Widerstand leisteten. Tausende Turkomanen strömten praktisch ungehindert über die unbewachten Ostgrenzen des Reiches, dem dadurch bis 1080 weite Gebiete mit einem Großteil seiner Bevölkerung sowie ein Gros der landwirtschaftlichen Erträge verloren gingen. Wenngleich die Schlacht von Manzikert in einer empfindlichen Niederlage geendet war, so stellten schließlich erst diese verzögerten Folgen den schwersten Schlag in der bereits 700-jährigen Geschichte des Byzantinischen Reiches dar.
Vor dem Hintergrund dieses Zusammenbruchs muss die Thronbesteigung von Alexios Komnenos, eines erfolgreichen jungen Generals, der die Türken ab dem Alter von 14 Jahren bekämpft hatte, am Ostersonntag dem 4. April 1081 gesehen werden. Der Historiker John Julius Norwich schreibt über die Bedeutung über den Aufstieg des Alexios „...erstmals seit über einem halben Jahrhundert war das Reich in fähigen Händen.“ 1090 oder 1091 schlug der Emir Çaka Bey den Petschenegen eine Allianz vor, um das Byzantinische Reich endgültig zu zerstören.

## Die Invasion der Petschenegen
Im Frühjahr 1087 erreichten den byzantinischen Hof Gerüchte über eine gewaltige Armee, die sich von Norden nähere. Die Invasoren waren Petschenegen aus der Region nördlich des Schwarzen Meers; Berichten zufolge sollten sie 80.000 Mann zählen. Die prekäre Situation der byzantinischen Armee ausnutzend zog ihre Horde plündernd in Richtung Konstantinopel. Die Invasion bedeutete eine schwere Gefahr für das Byzantinische Reich, aber wegen jahrelanger Bürgerkriege war die byzantinische Armee nicht in der Lage, ausreichend Verteidiger bereitzustellen. Alexios musste also auf diplomatische Mittel zurückgreifen. Er bat einen anderen Nomadenstamm, die Kumanen, ihn in der Schlacht gegen die Petschenegen zu unterstützen.

## Schlacht
Nachdem sie durch das Versprechen von Gold für Dienste des Byzantinischen Reiches gewonnen worden waren, eilten die Kumanen nach Süden, um sich mit der byzantinischen Armee zu vereinigen. Im späten Frühjahr 1091 erreichten die Kumanen byzantinisches Gebiet. Am Montag, den 28. April 1091 erreichte Alexios mit seiner vergrößerten Armee das petschenegische Lager bei Levounion nahe dem Fluss Mariza.
Es scheint, als seien die Petschenegen überrascht worden, sodass die Schlacht von Levounion am nächsten Morgen eher einem Massaker glich. Die Petschenegen hatten ihre Frauen und Kinder mit sich geführt und waren nicht auf eine Schlacht vorbereitet, sodass ihre hastig aufgestellten Linien schnell brachen und sie niedergemetzelt wurden. Der Stamm der Petschenegen scheint an diesem Tag fast ausgelöscht worden zu sein. Die Überlebenden wurden in byzantinische Dienste aufgenommen oder zogen sich in Siedlungsgebiete nördlich der Donau zurück.

## Bedeutung
Levounion war einer der wichtigsten Siege des Alexios. Die Schlacht markiert auch die Wende am Tiefpunkt des byzantinischen Geschicks, den das Reich 20 Jahre zuvor erreicht hatte. Levounion bedeutete für das Reich den Beginn der Erholung von den erlittenen Schicksalsschlägen. Die Petschenegen waren vollkommen ausgeschaltet worden, sodass die europäischen Besitzungen des Reiches nun gesichert waren.
Unter der von Alexios begründeten Dynastie der Komnenen begann für Byzanz der langsame Wiederaufstieg. Byzantinische Armeen kehrten nach Kleinasien zurück und eroberten bald die wichtigen Städte entlang der fruchtbaren Küsten zurück. Durch die Wiederherstellung einer strengen Zentralgewalt wuchs der Wohlstand des Reiches im nächsten Jahrhundert und Konstantinopels Ruf als wichtigste Metropole der Christenheit wurde erneuert. Dieser Aufstieg sollte sich bis zum Untergang der komnenischen Dynastie im 12. Jahrhundert fortsetzen.